# Senna bacillaris
Senna bacillaris é uma das espécies de árvore perene da família das leguminosas. Tem cerca de 2 m de altura. Seus nomes comuns são "aleluia", "pau-fava", "cabo-verde", "mandurirana", "canudeiro" e "amarelinha". É nativa de Indonésia, mas foi introduzido na Ásia, África e principalmente na América Latina.

## Sinonímia
- Bactyrilobium bacillare (L. f.) Hornem.
- Cassia bacillaris L.f.
- Cassia carthaginensis Steud.
- Cassia fockeana Miq.
- Cassia fruiticosa sensu auct.
- Cassia inaequilatera DC.
- Cassia insignis N.E. Br.
- Cassia puberula Kunth
- Cathartocarpus bacillus Pers.
- Chamaefistula bacillaris (L.f.) G. Don
- Chamaefistula inaequilatera G. Don
- Chamaefistula puberula G. Don
- Mimosa nodosa L.

## Subespécies
- Senna bacillaris var. bacillaris
- Senna bacillaris var. benthamiana